# Rattikan Gulnoi
Siripuch Gulnoi, nata Rattikan Gulnoi (in thai: รัตติกาล กุลน้อย; Trasaeng, 17 luglio 1993), è una sollevatrice thailandese attiva nelle categorie dei pesi leggeri (fino a 58 kg) e dei pesi medi (fino a 63 kg).

## Carriera
Dopo essersi messa subito in luce nelle categorie giovanili, Gulnoi ha avuto la sua prima affermazione nei senior ai Campionati asiatici di sollevamento pesi di Pyeongtaek del 2012, vincendo la medaglia di bronzo nella categoria dei pesi medi con 226 kg nel totale, alle spalle delle cinesi Deng Mengrong (244 kg) e Zhou Wenyu (stesso risultato della vincitrice). Nello stesso anno ha partecipato alle Olimpiadi di Londra 2012 scendendo alla categoria inferiore dei pesi leggeri e piazzandosi al 4º posto finale con 234 kg nel totale, ma in seguito ad ulteriori indagini antidoping avvenute anni dopo, si è scoperta la positività ad uno steroide anabolizzante dell'ucraina Yuliya Kalina, terza classificata in quella gara olimpica, con conseguente squalifica di quest'ultima e con la riassegnazione della medaglia di bronzo olimpica a Rattikan Gulnoi.
Nel 2014 Gulnoi ha vinto la medaglia di bronzo ai Giochi Asiatici di Incheon con 222 kg nel totale, dietro la nordcoreana Ri Jong-hwa (236 kg) e la cinese Wang Shuai (235 kg), e dopo qualche mese ha vinto un'altra medaglia di bronzo ai Campionati mondiali di Almaty con 231 kg nel totale.
Nel 2016, con il nome di Siripuch Gulnoi, è ritornata nella categoria dei pesi medi, conquistando la medaglia d'oro ai Campionati asiatici di Tashkent con 234 kg nel totale, battendo la cinese Chen Guiming (217 kg). Successivamente ha preso parte alle Olimpiadi di Rio de Janeiro 2016, terminando la gara fuori classifica per aver fallito i tre tentativi nella prova di slancio, dopo aver chiuso al 3º posto la prova di strappo.
L'anno seguente ha vinto la medaglia d'argento ai Campionati asiatici di Aşgabat con 231 kg nel totale.